# Абадија Сан Салваторе
Абадија Сан Салваторе (итал. Abbadia San Salvatore) је насеље у Италији у округу Сијена, региону Тоскана.
Према процени из 2011. у насељу је живело 6364 становника. Насеље се налази на надморској висини од 836 м.

## Становништво
Према резултатима пописа становништва 2011. у општини је живело 6.557 становника.
| 1931. | 1936. | 1951. | 1961. | 1971. | 1981. | 1991. | 2001. | 2011. |
| ----- | ----- | ----- | ----- | ----- | ----- | ----- | ----- | ----- |
| 6.600 | 6.307 | 7.053 | 8.553 | 8.519 | 7.813 | 7.243 | 6.832 | 6.557 |